# أكاديمية جيلونغ للقواعد
مدرسة جيلونج النحوية (Geelong Grammar School) هي مدرسة خاصة تابعة للكنيسة الأنجليكانيانية، مختلطة، توفر التعليم الداخلي واليومي. يقع الحرم الرئيسي للمدرسة في منطقة كورايو في الأطراف الشمالية من مدينة جيلونج، فيكتوريا، أستراليا، ويطل على خليج كورايو وخليج لايمبيرنرز. المدرسة مشهورة على الصعيدين الوطني والدولي بفضل خريجيهاالذين يشملون أفرد العائلة المالكة البريطانية والماليزيو، والسياسين، ورجال الأعمال.
تأسست في عام 1855 تحت رعاية كنيسة إنجلترا ،  تتبع مدرسة جيلونج جرامر سياسة تسجيل غير انتقائية وتخدم حاليًا ما يقرب من 1500 طالب من مرحلة ما قبل المدرسة إلى السنة 12، بما في ذلك 800 طالب داخلي من السنوات 5 إلى 12.
في عام 2009، أعلنت صحيفة The Australian أن مدرسة مدرسة جيلونج النحوية هي "المدرسة الأكثر تكلفة في البلاد"، حيث تتقاضى رسومًا تبلغ حوالي 29000 دولار أمريكي لطالب السنة 12. ويظل هذا صحيحًا في عام 2024، حيث تصل الرسوم السنوية إلى ما يقل قليلاً عن 50 ألف دولار للطلاب النهاريين و85 ألف دولار للطلاب الداخليين.
في عام 2017، وجدت لجنة ملكية للتحقيق في الاستجابات المؤسسية للإساءة الجنسية للأطفال أن مدرسة جيلونج جرامر فشلت في التصرف بشأن تقارير عن انتشار الاعتداء الجنسي على الأطفال. تمت إدانة خمسة من الموظفين السابقين في مدرسة مدرسة جيلونج النحوية بارتكاب جرائم جنسية واسعة النطاق ضد الأطفال أثناء التدريس في مدرسة جيلونج النحوية . توصلت اللجنة الملكية إلى أن المديرين والإدارات المتعاقبة فشلوا في الإبلاغ عن الادعاءات وحماية الطلاب.

## تاريخ
تأسست المدرسة في عام 1855 كمدرسة أبرشية خاصة بمباركة الأسقف بيري (Perry) من قبل الموقر ثيودور ستريتش (Theodore Stretch)، رئيس شمامسة جيلونج، مع تسجيل أولي لأربعة عشر صبيًا. نمت المدرسة بسرعة وفي عام 1857 تم تخصيص 5000 جنيه إسترليني لها منحة حكومية لمدارس الكنيسة من قبل الأسقف بيري، وتم وضع حجر الأساس لمبانيها الخاصة وتم تحويلها إلى مدرسة عامة . أغلقت المدرسة بسبب الصعوبات المالية في عام 1860، ثم أعيد فتحها في عام 1863 تحت قيادة جون بريسبريدج ويلسون (John Bracebridge Wilson)، الذي كان أستاذًا تحت قيادة جورج فانس (George Vance).
لمدة سنوات عديدة، أدار بريسبريدج ويلسون المدرسة على نفقته الخاصة، وخلال هذا الوقت أصبح الطلاب المقيمون يشكلون الجزء الأكبر من الهيئة الطلابية. في عام 1875، انضم جيمس ليستر كوثبرتسون (James Lister Cuthbertson) إلى طاقم العمل بصفته أستاذًا للكلاسيكيات. لقد كان له تأثير كبير على طلاب المدرسة وكان محبوبًا ومعجبًا بهم على الرغم من إدمانه للكحول . وبعد وفاة بريسبريدج ويلسون في عام 1895، أصبح كوثبرتسون مديرًا مؤقتًا للمدرسة حتى تعيين ليونارد هارفورد ليندون (Leonard Harford Lindon) في وقت مبكر من العام التالي.
أدار ليندون المدرسة لمدة 15 عامًا، لكن لم يتم قبوله بشكل كامل من قبل الأولاد القدامى لأنه كان يفتقر إلى الدفء الشخصي مع الأولاد الذين شوهدوا مع بريسبريدج ويلسون وكوثبرتسون. بحلول مطلع القرن العشرين، أصبحت مباني المدرسة في وسط جيلونج أكبر من مساحتها، ولذلك تقرر نقلها. قرر مجلس المدرسة فتح منصب مدير المدرسة للمتقدمين الجدد. قدم ليندون طلبًا جديدًا ولكن تم رفضه وتم اختيار فرانسيس إيرنست براون (Francis Ernest Brown) مديرًا جديدًا للمدرسة.
في عام 1909، اشترت المدرسة مساحة كبيرة من الأرض في ضاحية جيلونج الريفية آنذاك بلمونت ، والتي تحدها شوارع تومسون (Thomson) وريجنت (Regent) وسكوت (Scott) وطريق روزلين (Roslyn). في 21 أكتوبر 1910، قام رئيس المدرسة، دبليو تي مانيفولد (W. T. Manifold)، بوضع حجر الأساس الأول للموقع الذي كان من المتوقع أن يكون عصرًا جديدًا للمدرسة. تلاشت هذه الخطط بحلول أغسطس/آب 1911، عندما تم عرض الأراضي الريفية المجاورة للبيع باعتبارها عقار بلمونت هيل. حكم مجلس المدرسة بأن التقسيم الضاحية المجاور من شأنه أن يعمل ضد خططهم لإنشاء مدرسة داخلية، وليس مدرسة مخصصة للأولاد النهاريين. تم اتخاذ القرار بسرعة لشراء أرض على الجانب الآخر من جيلونج في كورايو، وتم بيع الأرض في بلمونت لمزيد من التقسيم السكني.
في نهاية عام 1913، غادرت المدرسة مبانيها القديمة بالقرب من وسط جيلونج وافتتحت في موقعها الجديد الواسع في كورايو في فبراير 1914. أعطى براون أهمية أكبر للدين مقارنة بأسلافه، وكان الموقع المعزول الجديد الذي يحتوي على كنيسة خاصة به مثاليًا لذلك.
عند تقاعد براون في عام 1929، شرع مجلس المدرسة في البحث عن كاهن متزوج يبلغ من العمر 40 عامًا ليكون مدير المدرسة القادم، لكنهم انتهى بهم الأمر باختيار جيمس رالف دارلينج (James Ralph Darling)، وهو رجل عادي أعزب يبلغ من العمر 30 عامًا. لقد ثبت أن هذا كان خيارًا ناجحًا للغاية وأدى إلى عصر من الإبداع والتوسع الهائل، بعد شراء مدرسة بوستوك هاوس في عام 1933، ومدرسة جيلونج كنيسة إنجلترا الإعدادية في نيوتاون ، ومدرسة غلامورجان الإعدادية في توراك في عام 1946. كانت مبادرة دارلينج الأكثر جرأة هي إنشاء حرم [[تيمبرتوب]] ، في سفوح جبال الألب الفيكتورية بالقرب من مانسفيلد ، في عام 1953. وقد اجتذب العديد من المشهود لهم في مجالاتهم للعمل كأستاذين في المدرسة، ومنهم المؤرخ مانينغ كلارك (Manning Clark)، والموسيقي السير ويليام ماكي ، والفنان لودفيج هيرشفيلد ماك (Ludwig Hirschfeld Mack).
تولى توماس رونالد جارنيت (Thomas Ronald Garnett) منصب خلف دارلينج في عام 1961. لقد قاد المدرسة إلى مسار ليبرالي، وخاصة في الخطوات المبكرة نحو التعليم المشترك، مع الفتيات من مدرسة جيلونج للقواعد النحوية للفتيات "الهرميتاج" (The Hermitage) التابعة لكنيسة إنجلترا، والتي كانت تأخذ فصولاً معينة في كوريو بحلول أوائل السبعينيات، ولكن أيضًا من خلال جعل الكنيسة غير إلزامية؛ وهي السياسة التي تم عكسها لاحقًا. في بداية عام 1972، تم تقديم التعليم المشترك رسميًا عندما تم قبول الفتيات في السنتين الأخيرتين من المرحلة الثانوية.
خلف جارنيت تشارلز دوغلاس فيشر (Charles Douglas Fisher)، الذي واصل التحرك نحو التعليم المشترك. وفي اجتماع للموظفين حيث كانت الأصوات المؤيدة والمعارضة للتعليم المشترك متساوية، أدلى بالصوت الحاسم الذي أدى إلى قبول المدرسة للفتيات في جميع المستويات. في عام 1976، وبعد عام من المفاوضات، تم دمج GCEGS، وGCEGGFS، و"The Hermitage"، ومدرسة كلايد . توفي فيشر نتيجة لحادث سيارة أثناء توجهه إلى تيمبرتوب لحضور خدمة نهاية العام في عام 1978.

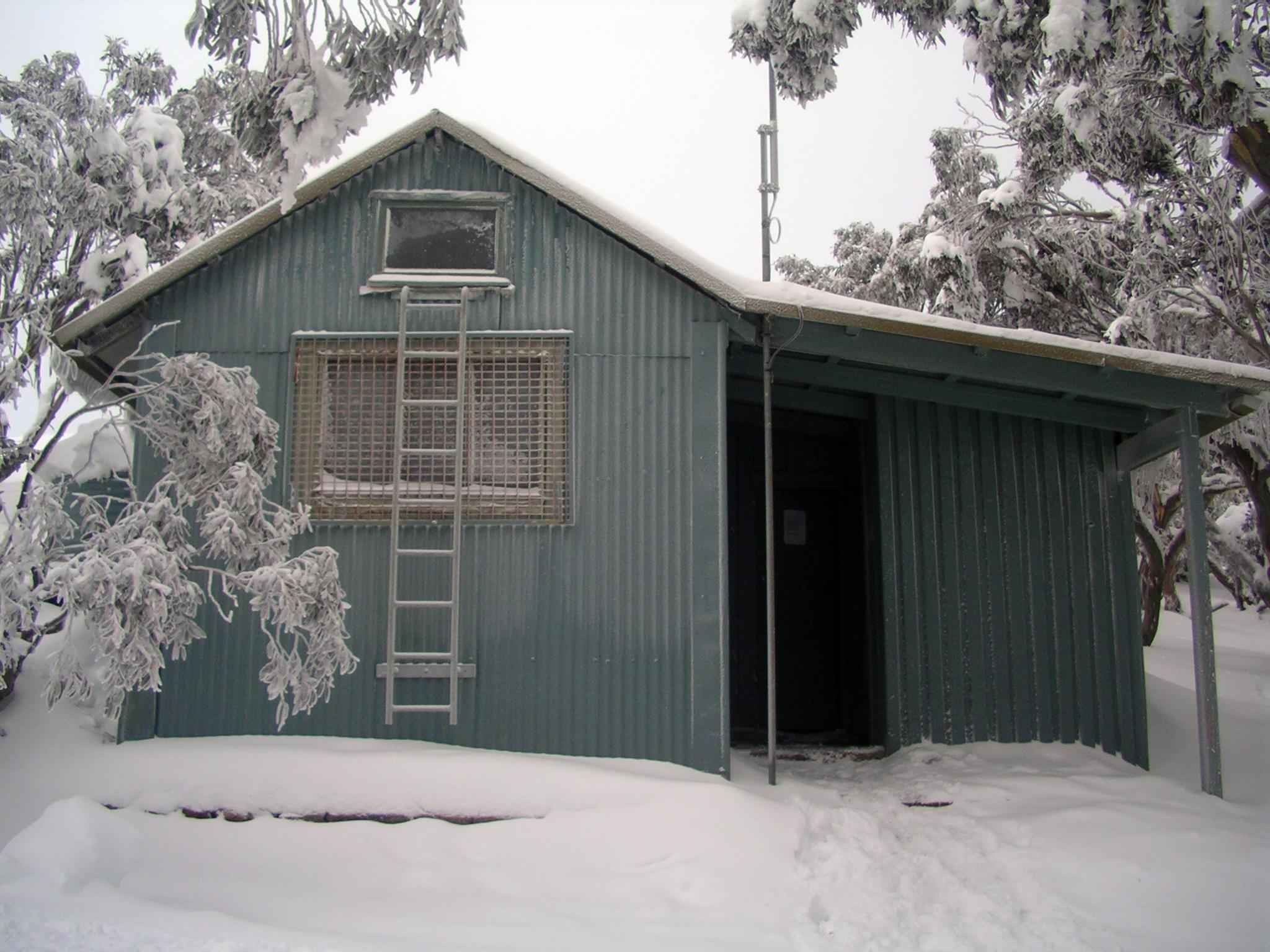
كوخ مدرسة جيلونج الثانوية في جبل ستيرلنغ

وبعد فترة انقطاع دامت عامين، تم تعيين جون إليوت لويس (John Elliot Lewis) في عام 1980 (الذي أصبح فيما بعد مديراً لمدرسة إيتون من عام 1994 إلى عام 2002). تحت قيادة لويس، شرعت المدرسة في تجديد المساكن الداخلية والبيوت اليومية لرفعها إلى معايير حديثة مقبولة أكثر، وكان هناك تركيز على تحسين النتائج الأكاديمية بالإضافة إلى التعليم الشامل المقدم. وقد تم تحقيق ذلك جزئيًا من خلال إدخال مرونة الجدول الزمني للسماح لطلاب المدارس الثانوية في السنوات اللاحقة بإجراء دراسات شهادة التعليم الفيكتورية قبل زملائهم. أصبحت المدرسة الآن واحدة من 43 مدرسة ثانوية في أستراليا تقدم برنامج دبلوم البكالوريا الدولية كبديل لبرنامج VCE. وشهدت السنوات الأخيرة من إدارة لويس جهودًا (كانت ناجحة إلى حد كبير) لجعل المدرسة أقل تسلسلًا هرميًا.
وشهدت الفترة التي تلت لويس تولي ليستر هانا (Lister Hannah) ونيكولاس سامبسون (Nicholas Sampson) منصبيهما كرئيسين تنفيذيين للشركة، وفي عام 2004 تم تعيين ستيفن ميك (Stephen Meek).
في عام 2018، بعد 13 عامًا ونصفًا من توليه منصب المدير، تقاعد ستيفن ميك من المدرسة وتم استبداله بريبيكا كودي (Rebecca Cody). أصبحت المديرة الثانية عشرة لمدرسة جيلونج جرامر، وهي أول امرأة من مواليد أستراليا وأول مديرة في تاريخ المدرسة.

## الحرم الجامعي
تتكون مدرسة جيلونج جرامر من أربعة أحرام جامعية :
- كورايو (Corio) السنوات 5 إلى 8 (المدرسة المتوسطة) و 10 إلى 12 (المدرسة الثانوية)، داخلية ونهارية.
- منزل بوستوك (Bostock House) للأطفال من مرحلة ما قبل المدرسة حتى السنة الرابعة، نهارًا.
- حرم توراك (Toorak) (المعروف سابقًا باسم غلامورجان(Glamorgan)) للأطفال من مرحلة ما قبل المدرسة إلى السنة السادسة، نهارًا.
- [[تيمبرتوب]] (Timbertop) (1953-) السنة التاسعة، إقامة داخلية بدوام كامل

كانت المدرسة قد خططت في تسعينيات القرن العشرين لافتتاح فرع لها في شمال تايلاند ، ولكن تم إلغاء المشروع في أعقاب الأزمة المالية الآسيوية عام 1997 ، حيث أوقفت الحكومة التايلاندية العديد من المشاريع الكبرى.

### المباني في كورايو
بعض المباني البارزة في كورايو تشمل:
مركز هاندبيري للصحة والرفاهية(Handbury Centre for Wellbeing) المعروف أيضًا باسم مركز العافية
مركز هاندبيري للصحة والرفاهية هو المركز الرئيسي لـ مدرسة جيلونج النحوية للرياضة والصحة والرفاهية الشاملة. تم افتتاحه في 20 أبريل 2008. يضم المركز قاعة رياضية متعددة الأغراض، وناديًا للسباحة معتمدًا من الاتحاد الدولي للسباحة بسعة 25000 شخص. حمام سباحة بمساحة 100 متر مربع مع حوض غوص، ومركز للياقة البدنية، واستوديو للرقص، ومقهى جون كورت (John Court Cafe)، ومتجر مدرسة جيلونج النحوية والمركز الطبي للمدرسة، كينيدي (Kennedy)، الذي يحتوي أيضًا على غرف لخدمات الاستشارة والعلاج الطبيعي.
تم بناء ساحة مربعة بيري (Perry Quad(rangle)) في عام 1913 وتم توسيعه في ثلاثينيات القرن العشرين ويقع في وسط المدرسة بين قاعة الطعام والكنيسة. يضم المبنى الفصول الدراسية وإدارة المدرسة وغرفة موريس (Morris Room) (غرفة طعام الموظفين) وثلاثة مساكن للموظفين (دوفكوت (The Dovecote (بيت الحمام))، وإيري (The Eyrie(العش))، والقسيس (The Vicarage (منزل القسيس)))، ومكتبة هوكر، وحتى عام 1986، بيت بيري. الساحة المركزية مزروعة بالعشب ويوجد نافورة في وسطها. يتم استخدامه غالبًا للتجمعات والمسرحيات. يقع برج الساعة على الجانب الشرقي من ساحة مربعة بيري.
مكتبة هوكر (Hawker Library) كانت في الأصل مكتبة مدرسية، ويعود تاريخ ديكورها إلى أربعينيات القرن العشرين. منذ عام 1979 أصبح المبنى مقرًا لمكتبة التاريخ، وفي عام 2005 تم تحويله إلى مركز أرشيف مايكل كولينز بيرسي (Michael Collins Persse). يضم المبنى حاليًا معهد التعليم الإيجابي.
الأديرة (The Cloisters) التي تربط بين الساحة والكنيسة، هي النصب التذكاري الرئيسي للحرب في المدرسة. توجد لوحات تذكارية لأفراد OGG الذين لقوا حتفهم في الحربين العالميتين الأولى والثانية في كلا الطرفين. تقام خدمة يوم ANZAC حول الأديرة كل عام. ينبغي الحفاظ على الصمت في جميع الأوقات داخل الأديرة.
كنيسة جميع القديسين (Chapel of All Saints) تم بناؤها على مراحل بين عامي 1914 و 1929 وهي في المركز الروحي للمدرسة. يجب على جميع الطلاب حضور الخدمة في أيام الأسبوع ويجب على الطلاب الداخليين أيضًا الحضور يوم الأحد. تم بناء الأورغن ذو الثلاثة أسطوانات اليدوية في الأصل بواسطة هيل (Hill) في عام 1909 وتم توسيعه في عام 1958 بواسطة J. W. Walker.
قاعة الطعام (Dining Hall) تم بناؤها في عام 1913 وتم توسيعها في عام 1933، وهي المكان الذي يتناول فيه جميع طلاب المدرسة الثانوية وجبات الطعام. توجد لوحات لجميع مديري المدارس السابقين في مدرسة جيلد جاز، بالإضافة إلى بعض مؤسسي المدرسة، وبعض مديرات مدارس هيرميتاج وكلايد.
قاعة دارلينج (Darling Hall) تم بناء قاعة دارلينج في ستينيات القرن العشرين وهي بمثابة قاعة طعام وقاعة امتحانات للمدرسة المتوسطة. وفي نهايته الشرقية يوجد الحرم الذي كان في الأصل قاعة اجتماعات متحف الإرميتاج.
مدرسة الموسيقى (Music School) تم بناؤها في عام 1938 وتبرز كواحدة من المباني القليلة في كوريو غير المبنية من الطوب الأحمر، تحتوي مدرسة الموسيقى على العديد من غرف التدريب الصغيرة وغرفة الفرقة وقاعة الموسيقى التي تستخدم للعديد من الحفلات الموسيقية من قبل الطلاب والموظفين والموسيقيين الزائرين.
مدرسة الفنون (Art School) تم بناء مدرسة الفنون في عام 1937 وكانت بمثابة المركز الوحيد للفنون في المدرسة حتى إنشاء مركزي سينكلير (Sinclaire) وهيرشفيلد ماك في السنوات الخمس الأخيرة. ويظل هذا العنصر محور الفن في المدرسة، ويستخدم في الغالب للرسم والتصوير.
مكتبة فيشر (Fisher Library) تم بناؤها في عام 1979 وتم تجديدها وتوسيعها في عام 2005 وهي الآن مكتبة الإقراض الوحيدة في المدرسة الثانوية، وهي الآن تتضمن مجموعات مكتبة التاريخ السابقة.
مدرسة الفنون المسرحية والتعليم الإبداعي (School for Performing Arts and Creative Education) (SPACE)
تم الانتهاء من بناء مدرسة الفنون المسرحية والتعليم الإبداعي (المعروفة عادةً باسم The Space) في مايو 2015 (لتحل محل مسرح بريسبريدج ويلسون (Bracebridge Wilson Theatre))، وتحتوي على مساحتين. يُطلق على الاستوديو الذي يتسع لـ 270 مقعدًا اسم استوديو بريسبريدج ويلسون (Bracebridge Wilson Studio)، بينما يُطلق على المنتدى الأكبر الذي يتسع لـ 800 مقعد اسم دار المسرح ديفيد دارلينغ (David Darling Play House). The Space هو المكان الذي تقام فيه معظم المسرحيات المدرسية والتجمعات المدرسية.
مبنى ساحة مربعة كوك (Cook Quad(rangle)) تم بناؤه على مراحل حتى ثلاثينيات القرن العشرين، ويضم معظم أقسام العلوم في المدرسة.

## مديري المدارس والمديرين
| فترة          | المديرين                | مديرو المدارس (بالإنجليزية)  | بلد المنشأ      |
| ------------- | ----------------------- | ---------------------------- | --------------- |
| 1855–1862     | جورج أوكلي فانس         | (George Oakley Vance)        | المملكة المتحدة |
| 1863–1895     | جون بريسبريدج ويلسون    | (John Bracebridge Wilson)    | المملكة المتحدة |
| 1896–1911     | ليونارد هارفورد ليندون  | (Leonard Harford Lindon)     | المملكة المتحدة |
| 1912–1929     | فرانسيس إيرنست براون    | (Francis Ernest Brown)       | المملكة المتحدة |
| 1930–1961     | السير جيمس رالف دارلينج | (Sir James Ralph Darling)    | المملكة المتحدة |
| 1961–1973     | توماس رونالد جارنيت     | (Thomas Ronald Garnett)      | المملكة المتحدة |
| 1974–1980     | تشارلز دوغلاس فيشر      | (Charles Douglas Fisher)     | المملكة المتحدة |
| 1980–1995     | جون إليوت لويس          | (John Elliot Lewis)          | نيوزيلندا       |
| 1995–2000     | ليستر ويلزلي هانا       | (Lister Wellesley Hannah)    | كندا            |
| 2000–2005     | نيكولاس الكسندر سامبسون | (Nicholas Alexander Sampson) | المملكة المتحدة |
| 2006–2018     | ستيفن أندرو دونالد ميك  | (Stephen Andrew Donald Meek) | المملكة المتحدة |
| 2018–حتى الآن | ريبيكا آن كودي          | (Rebecca Anne Cody           | أستراليا        |

## مقرر
تقدم مدرسة مدرسة جيلونج النحوية لطلابها الكبار خيار الحصول على شهادة البكالوريا الدولية (IB) أو شهادة التعليم الفيكتورية (VCE).

## الأنشطة اللامنهجية

### رياضة
تعد مدرسة مدرسة جيلونج النحوية عضوًا في رابطة المدارس العامة في فيكتوريا (APS).

#### بطولات APS وAGSV/APS
فازت مدرسة مدرسة جيلونج النحوية بالبطولات التالية APS و AGSV/APS*.
الأولاد: 
- ألعاب القوى (6) – 1926، 1928، 1936، 1946، 1951، 1954
- تنس الريشة (4) – 1999، 2000، 2001، 2004
- الكريكيت (8) – 1903، 1906، 1915، 1916، 1961، 1962، 1990، 2014
- عبر البلاد (1) - 1986
- كرة القدم – 1902
- التجديف (30) – 1885، 1886، 1887، 1888، 1889، 1890، 1893، 1894، 1895، 1898، 1914، 1917، 1920، 1922، 1924، 1934، 1935، 1943، 1950، 1953، 1954، 1971، 1974، 1975، 1986، 1987، 1988، 1989، 1991، 1994

البنات: 
- ألعاب القوى (8) – 1985، 1986، 1987، 1988، 1990، 1991، 1992، 1993
- تنس الريشة (3) – 2002، 2003، 2005
- الضاحية (4) – 1991، 1992، 1995، 1996
- الهوكي (2) – 1993، 1994
- كرة الشبكة (2) – 2012، 2018
- التجديف (23) – 1985، 1986، 1988، 1990، 1991، 1993، 1994، 1995، 1996، 1997، 1998، 2000، 2001، 2007، 2008، 2009، 2010، 2014، 2015، 2016، 2017، 2018، 2019
- السباحة (3) – 1986، 1987، 1988

## مجلة المدرسة
كوريان هي مجلة مدرسة جيلونج جرامر. نُشرت تحت عنوان "مدرسة جيلونج الثانوية السنوية" (1875-1876)، و"مدرسة جيلونج الثانوية الفصلية" (1877-1913)، و "كوريان" (1914 حتى الآن). تم نشرها بشكل ربع سنوي منذ عام 1877، وعادت إلى إصدار مجلة سنوية في عام 1992.

## خريجون بارزون
1. ↑  "The School Crest and Motto". About GGS. Geelong Grammar School. مؤرشف من الأصل في 2007-08-29. اطلع عليه بتاريخ 2007-12-28.
2. ↑  "History". About GGS. Geelong Grammar School. مؤرشف من الأصل في 2007-12-16. اطلع عليه بتاريخ 2007-12-28.
3. ↑  "Geelong Grammar School". Schools. Australian Boarding Schools' Association. مؤرشف من الأصل في 2007-11-17. اطلع عليه بتاريخ 2007-12-28.
4. ↑  Hall، lex؛ Ferrari، Justine. "Grin and bear it: private schools lift fees". The Australian. News Intl. مؤرشف من الأصل في 2023-04-22. اطلع عليه بتاريخ 2023-04-18.
5. ↑  "Domestic Students Fee Schedule 2024" (PDF). Geelong Grammar School. 12 سبتمبر 2023. ص. 8. مؤرشف (PDF) من الأصل في 2023-10-22. اطلع عليه بتاريخ 2023-10-22.
6. 1 2  "REPORT OF CASE STUDY NO. 32 The response of Geelong Grammar School to allegations of child sexual abuse of former students". Royal Commission into Institutional Responses to Child Sexual Abuse. مؤرشف من الأصل في 2024-12-15. اطلع عليه بتاريخ 2023-04-18.
7. 1 2  "Geelong Grammar School Timeline". Ggs.vic.edu.au. مؤرشف من الأصل في 2013-06-03. اطلع عليه بتاريخ 2018-12-08.
8. 1 2  Belmont Heritage Areas Report – Volume 1 August 2007 (PDF-3133KB) نسخة محفوظة 1 September 2007 على موقع واي باك مشين.
9. ↑  Jones، Carolyn (30 أبريل 1998). "Geelong Grammar Shelves Thai Links". The Age.
10. ↑  "Peter Elliot Architecture". Peterelliott.com.au. مؤرشف من الأصل في 2018-12-07. اطلع عليه بتاريخ 2018-12-08.
11. ↑  "Geelong Grammar School:Building Renamed". Ggs.vic.edu.au. مؤرشف من الأصل في 2018-12-09. اطلع عليه بتاريخ 2018-12-08.
12. ↑  
"The World Today Archive – School to introduce drug tests for 'at risk' students". Abc.net.au. مؤرشف من الأصل في 2017-05-12. اطلع عليه بتاريخ 2008-03-31.
13. ↑  "Boys' Premierships – APS Sport" (بAustralian English). Archived from the original on 2020-09-22. Retrieved 2020-08-04.
14. ↑  "Girls' Premierships – APS Sport" (بAustralian English). Archived from the original on 2020-09-26. Retrieved 2020-08-04.

في عام 2001، صنفت صحيفة The Sun-Herald مدرسة Geelong Grammar School في المرتبة الرابعة ضمن أفضل عشر مدارس للبنين في أستراليا، استنادًا إلى عدد خريجيها الذكور المذكورين في Who's Who in Australia (قائمة الأستراليين البارزين). من بين خريجي المدرسة البارزين تشارلز الثالث ملك أستراليا ؛ قطب الإعلام روبرت مردوخ ؛ الممثلة بورشيا دي روسي ؛ جون جورتون ، رئيس وزراء أستراليا 1968-1971؛ ميزان زين العابدين من ترينجانو ، ملك ماليزيا 2006-2011؛ تيم ماكارتني سناب ، متسلق جبال ومؤلف؛ رجل الأعمال الملياردير كيري باكر ؛ المغنية وكاتبة الأغاني ميسي هيغينز ؛ رجل الأعمال ومؤسس منظمة كلايمت 200 سيمون هولمز آ كورت . جوك لانديل ؛ لاعب وسط فريق هيوستن روكتس في الدوري الأميركي للمحترفين.

## الجمعيات
تعد مدرسة جيلونج جرامر عضوًا في مؤتمر مديري المدارس ومديراتها ، وجمعية رؤساء المدارس الإعدادية في أستراليا (JSHAA)،  وجمعية المدارس الداخلية الأسترالية (ABSA)،  وجمعية رؤساء المدارس المستقلة في أستراليا (AHISA)،  وجمعية المدارس المستقلة في فيكتوريا (AISV)،  وهي عضو مؤسس في رابطة المدارس العامة في فيكتوريا (APSV). وتعد المدرسة أيضًا عضوًا في مجموعة مدارس مجموعة العشرين . تقدم المدرسة برنامج البكالوريا الدولية (IB) منذ فبراير 1997.